# Olena Hladîr
Olena Hladîr (născută Homrova; n. 16 mai 1987, Mîkolaiiv, RSS Ucraineană, URSS) este o scrimeră ce a reprezentat Ucraina, medaliată olimpică. A participat la o ediție a Jocurilor Olimpice (2008) în care a câștigat o medalie de aur.

## Participări
Lista de mai jos prezintă principalele competiții la care a participat Olena Hladîr de-a lungul carierei.
- Sabie feminin pe echipe la Jocurile Olimpice de vară din 2008